# International Journal of Algebra and Computation
La revue International Journal of Algebra and Computation est une revue scientifique éditée par la maison d'édition World Scientific. Elle publie des articles mathématiques, et notamment dans les domaines suivants :
- Théorie combinatoire des groupes et théorie des demi-groupes
- Aspects algorithmiques de l'algèbre universelle
- Problèmes algorithmiques et calculatoires en algèbre commutative
- Structures algébriques aléatoires
- Théorie des automates
- Théorie des langages formels
- Théorie du calcul
- Informatique théorique
- Modèles probabilistes liés aux structures algébriques

Au moment de sa fondation en 1991, le rédacteur en chef était John Rhodes.

## Résumés et indexation
La revue est indexée par :
- ISI Alerting Services
- CompuMath Citation Index
- Science Citation Index
- Current Contents
- Mathematical Reviews
- INSPEC
- Zentralblatt MATH
- Digital Bibliography & Library Project
- Computer Abstracts